# Sourotí
Sourotí är en ort i Grekland.   Den ligger i prefekturen Nomós Thessaloníkis och regionen Mellersta Makedonien, i den nordöstra delen av landet, 280 km norr om huvudstaden Aten. Sourotí ligger 102 meter över havet och antalet invånare är 1 048.
Terrängen runt Sourotí är huvudsakligen kuperad, men åt nordväst är den platt. Runt Sourotí är det ganska glesbefolkat, med 38 invånare per kvadratkilometer. Närmaste större samhälle är Kalamaria, 17,1 km nordväst om Sourotí. Trakten runt Sourotí består till största delen av jordbruksmark.